# Midas (VARA)
Midas is een Nederlands televisieprogramma van de VARA dat gaat over de mens en de natuur. Het programma, dat tussen 1993 en 1997 in een aantal series van een aantal wekelijkse afleveringen van 25 minuten in de vooravond werd uitgezonden, wordt gepresenteerd door de bioloog Midas Dekkers. Dekkers deed eveneens de regie en Jop Pannekoek de eindredactie.
In het programma wordt door Dekkers op zijn eigen typische humoristische maar ook droge wijze zijn visie gegeven op onderwerpen die te maken hebben met hoe de mens omgaat met dieren, planten en de natuur. Er vinden interviews plaats en er worden filmfragmenten en natuuropnamen uitgezonden. Hierbij worden soms ook schokkende beelden getoond, zoals de slacht van dieren in een abattoir of een roofdier dat zijn prooi aanvalt, verscheurt en opeet. Aan de hand van de interviews, fragmenten en natuuropnamen geeft Dekkers zijn mening over de overeenkomsten tussen het gedrag van mens en dier.